# 安卡拉大学
安卡拉大学（土耳其語：Ankara Üniversitesi）是土耳其 首都 安卡拉的一所公立大学，创建于1946年。

## 院系设置
安卡拉大学设有15个学院，分别为农学院、通信学院、教育学院、工程学院、法学院、医学院、理学院等。

## 著名人物
- 阿赫迈特·内吉代特·塞泽尔，土耳其第10任总统。
- 阿德南·曼德列斯，土耳其总理。
- 吳承鳳，藝名吳鳳，台灣知名節目主持人